# Shan Hai Jing

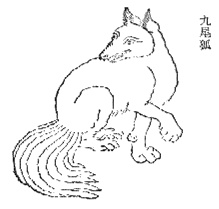
Shan Hai Jing: illustrazione della Volpe a nove code, compagna di Xi Wangmu

Lo Shan Hai Jing (cinese tradizionale: 山海經; cinese semplificato: 山海经; pinyin: Shānhǎi Jīng) o Libro dei monti e dei mari, è una descrizione geografica e culturale - in gran parte favolistica e mitologica - della Cina di epoca pre-Qin, risalente ad oltre 2000 anni fa. 
Il libro, lungo circa 31.000 parole, è diviso in diciotto sezioni e descrive più di 550 montagne e 300 corsi d'acqua.

## Autore
L'epoca di composizione e l'autore restano incerti. Originariamente, l'opera fu attribuita a personaggi mitici come il Grande Yu o Boyi. In epoca moderna, la maggior parte degli studiosi ritiene che il testo non sia opera di un solo autore, ma che si tratti piuttosto di una raccolta di testi di vari autori risalenti a varie epoche, dal periodo dei regni combattenti all'inizio della dinastia Han.
Il primo curatore conosciuto fu Liu Xiang, sotto la dinastia Han occidentale. In seguito, una nuova edizione con aggiunte e annotazioni fu curata da Guo Pu, sotto la dinastia Jin occidentale (265-420).

## Contenuto
Lo Shan Hai Jing non è un'opera narrativa. Comprende infatti descrizioni dettagliate di località, con particolari riguardanti la medicina, la fauna e le caratteristiche geologiche. Include brevi racconti mitologici, che generalmente non superano la lunghezza di un paragrafo. Fra i miti illustrati nel libro, il più celebre è quello del Grande Yu, che riuscì a domare una tremenda inondazione. Il capitolo che narra tale storia è il 18°, ultimo capitolo, ed aggiunge particolari più fantasiosi al racconto analogo del Classico dei documenti.

## Struttura
Lo Shan Hai Jing è diviso in 18 capitoli (巻):
| capitolo | cinese   | pinyin           | traduzione                              |
| -------- | -------- | ---------------- | --------------------------------------- |
| 1        | 南山經   | Nanshan jing     | Libro dei monti: Sud                    |
| 2        | 西山經   | Xishan jing      | Libro dei monti: Ovest                  |
| 3        | 北山經   | Beishan jing     | Libro dei monti: Nord                   |
| 4        | 東山經   | Dongshan jing    | Libro dei monti: Est                    |
| 5        | 中山經   | Zhongshan jing   | Libro dei monti: Centro                 |
| 6        | 海外南經 | Haiwainan jing   | Libro delle Regioni oltre i mari: Sud   |
| 7        | 海外西經 | Haiwaixi jing    | Libro delle Regioni oltre i mari: Ovest |
| 8        | 海外北經 | Haiwaibei jing   | Libro delle Regioni oltre i mari: Nord  |
| 9        | 海外東經 | Haiwaidong jing  | Libro delle Regioni oltre i mari: Est   |
| 10       | 海內南經 | Haineinan jing   | Libro delle Regioni fra i mari: Sud     |
| 11       | 海內西經 | Haineixi jing    | Libro delle Regioni fra i mari: Ovest   |
| 12       | 海內北經 | Haineibei jing   | Libro delle Regioni fra i mari: North   |
| 13       | 海內東經 | Haineidong jing  | Libro delle Regioni fra i mari: Est     |
| 14       | 大荒東經 | Dahuangdong jing | Libro del Grande Deserto: Est           |
| 15       | 大荒南經 | Dahuangnan jing  | Libro del Grande Deserto: Sud           |
| 16       | 大荒西經 | Dahuangxi jing   | Libro del Grande Deserto: Ovest         |
| 17       | 大荒北經 | Dahuangbei jing  | Libro del Grande Deserto: Nord          |
| 18       | 海內經   | Hainei jing      | Libro delle Regioni fra i mari          |